# Шевніни
Ше́вніни (рос. Шевнины) — присілок у складі Орічівського району Кіровської області, Росія. Входить до складу Істобенського сільського поселення.
Населення становить 48 осіб (2010, 40 у 2002).
Національний склад станом на 2002 рік — росіяни 100 %.